# Les Églisottes-et-Chalaures
Les Églisottes-et-Chalaures är en kommun i departementet Gironde i regionen Nouvelle-Aquitaine i sydvästra Frankrike. Kommunen ligger i kantonen Coutras som tillhör arrondissementet Libourne. År 2022 hade Les Églisottes-et-Chalaures 2 172 invånare.

## Befolkningsutveckling
Antalet invånare i kommunen Les Églisottes-et-Chalaures
Referens:INSEE